# تالار بازار

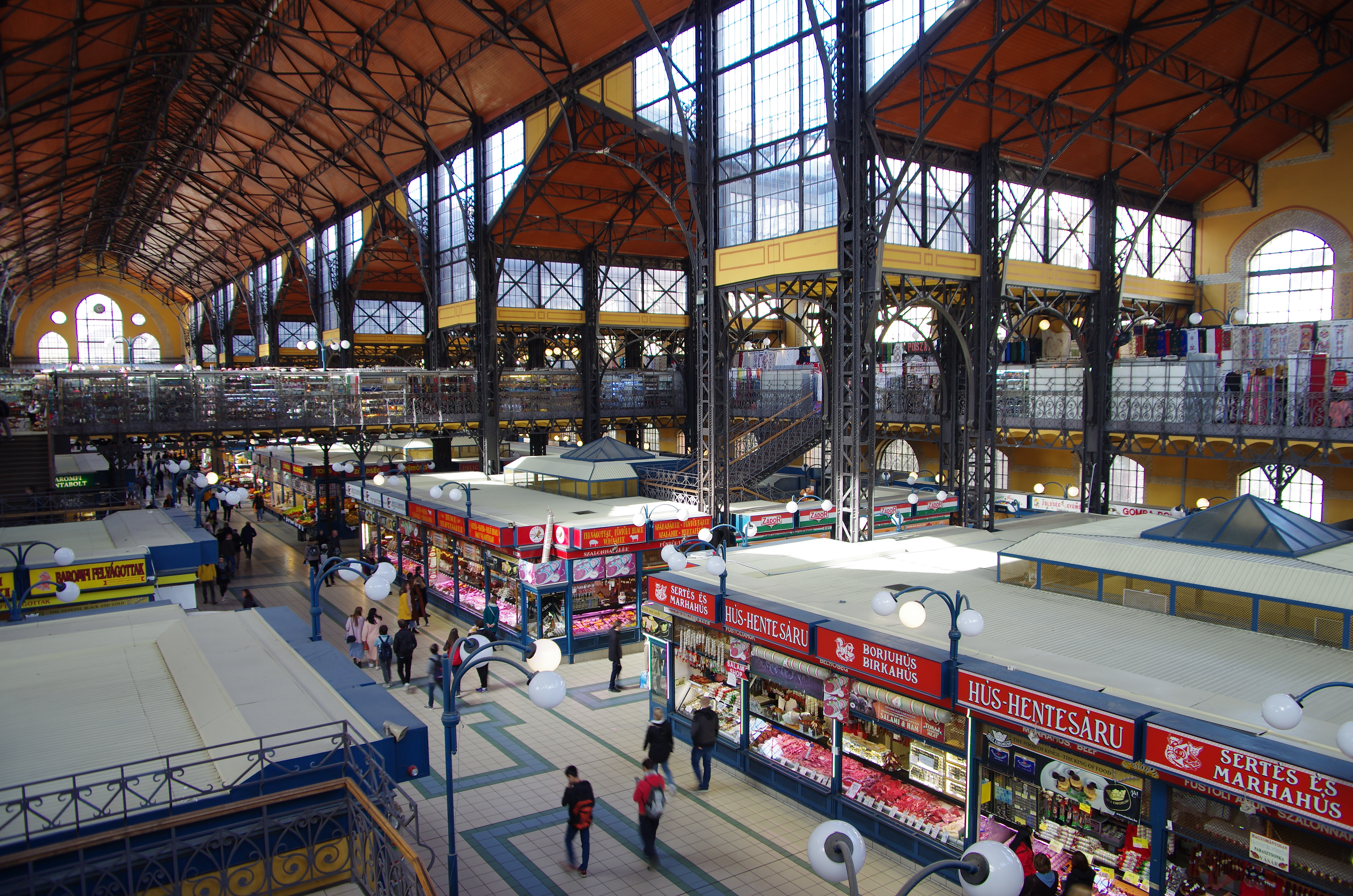
تالار بازار اصلی بوداپست

تالارِ بازار (آلمانی: Markthalle، انگلیسی: Market hall) نوعی بازار سرپوشیدۀ متداول در بسیاری از کشورهای اروپایی است که در آن مواد غذایی و سایر اقلام در غرفه‌هایی فروخته می‌شود. این نوع از بازار اغلب به‌طور مستقل و در یک ساختمان جداگانه وجود دارد.
سرای غذا، مکانی در فروشگاه‌های زنجیره‌ای یا مراکز خرید برای فست‌فود با تالار بازار تفاوت دارد. برخلاف سرای غذا، تالار بازار معمولاً مجموعه‌ای از رستوران، غرفه صنایع دستی محلی، قصابی و بوتیک مواد غذایی است.

## نگارخانه

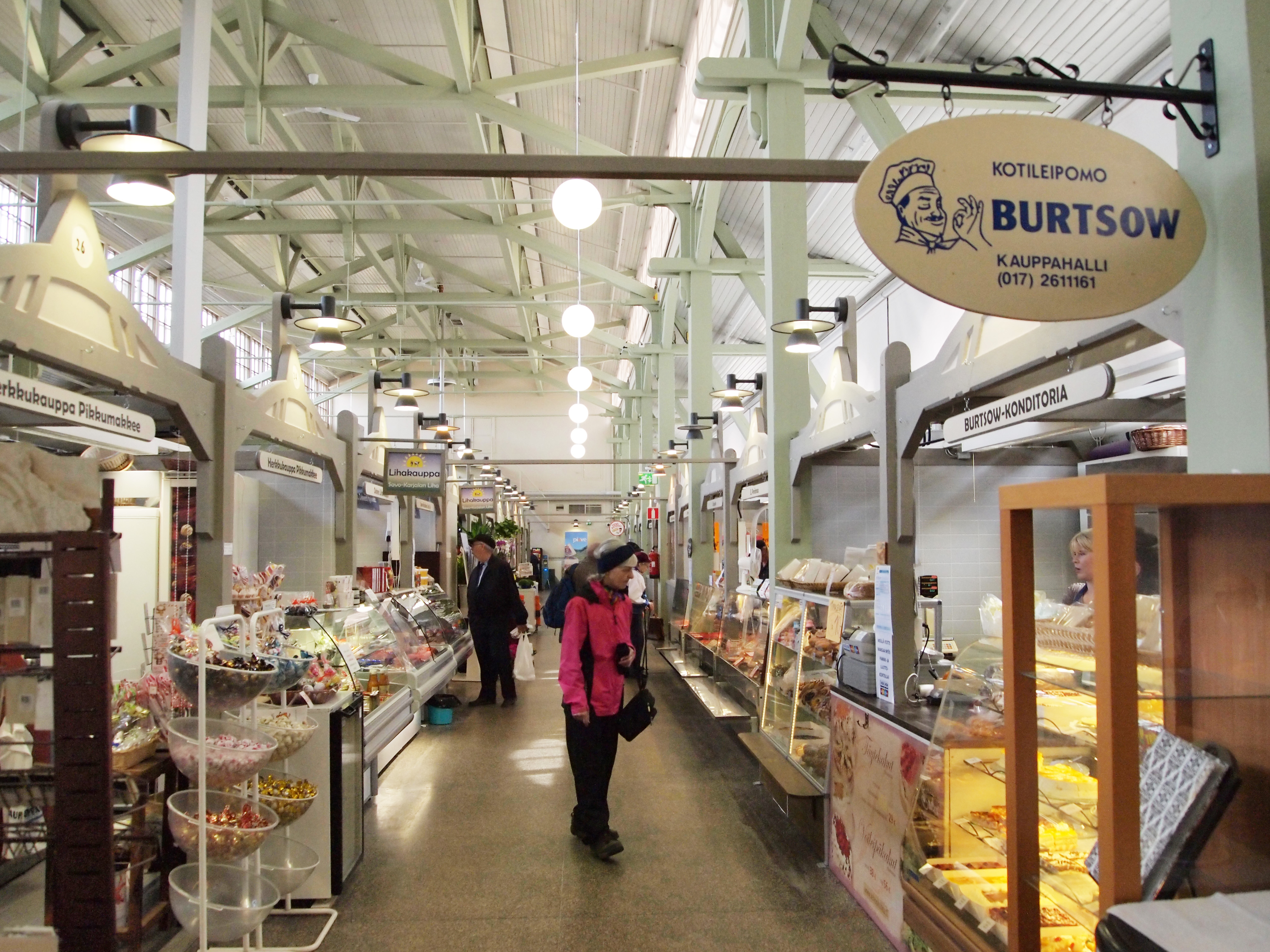
تالار بازار کوئوپیو (Kuopio)، فنلاند
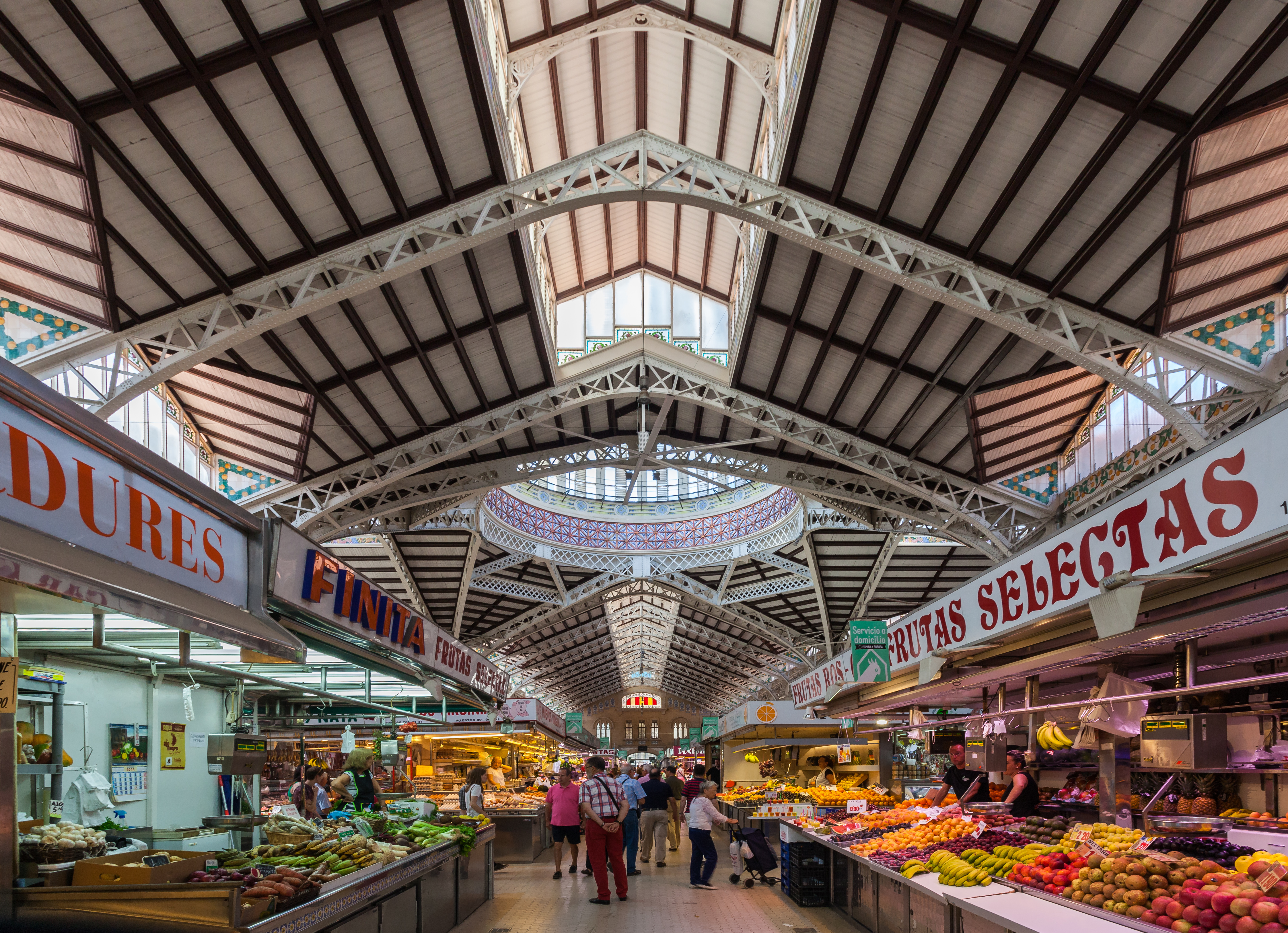
تالار بازار مرکزی والنسیا
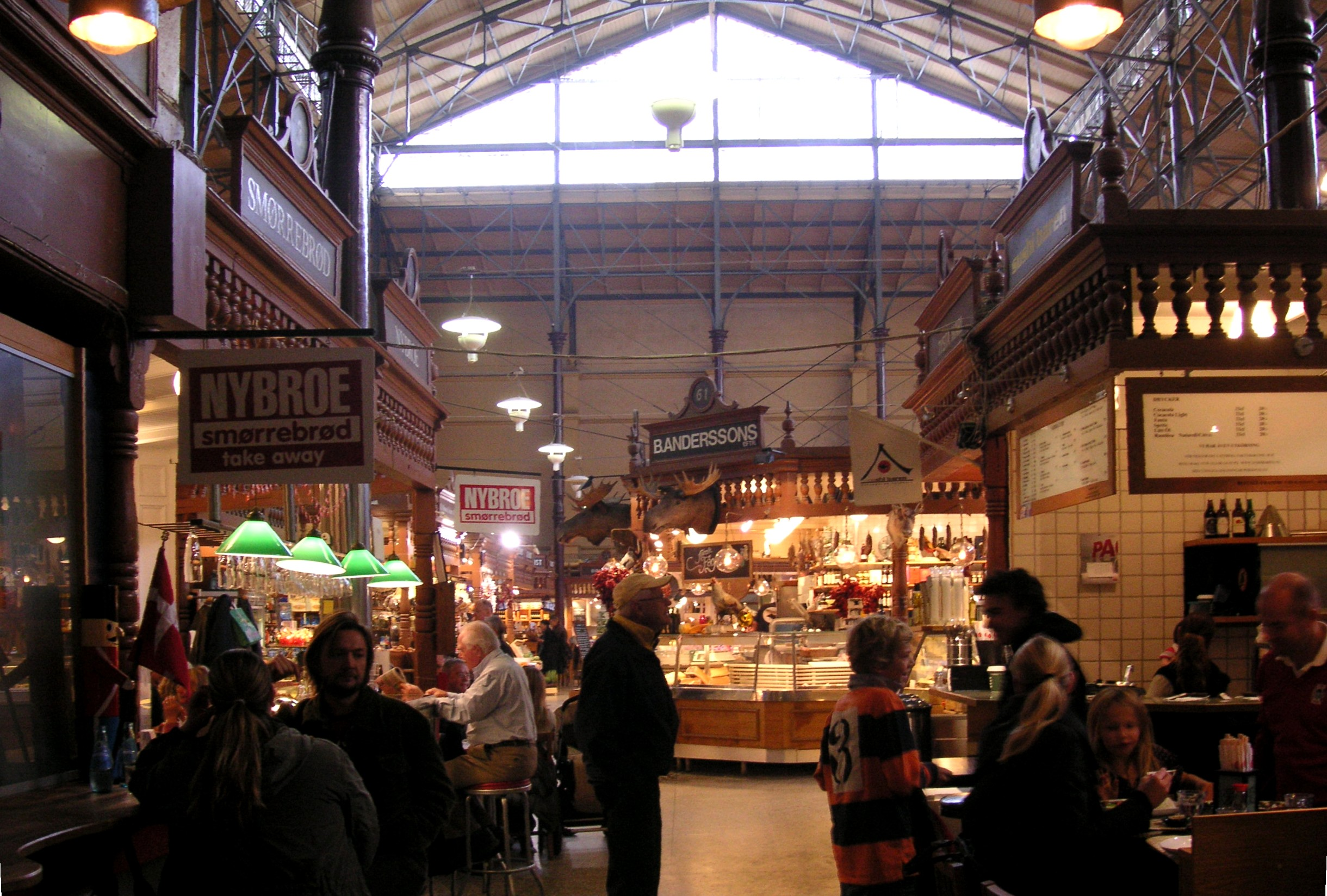
تالار بازار استکلهلم، منطقه اوسترمالم (Östermalm)
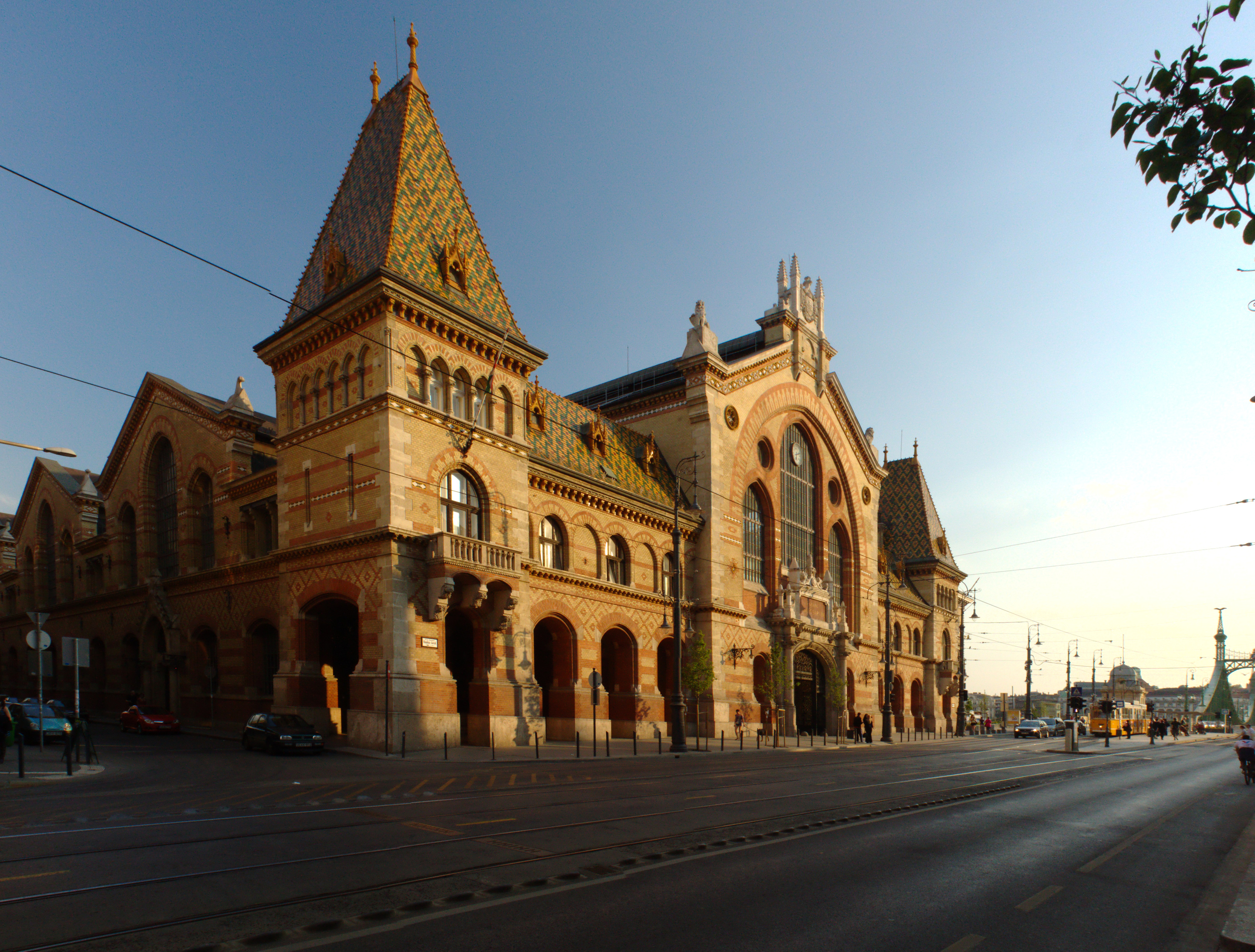
ساختمان تالار بازار اصلی بوداپست